# Airfast Indonesia
Airfast Indonesia ist eine indonesische Fluggesellschaft mit Sitz in Jakarta und Basis auf dem Flughafen Soekarno-Hatta.

## Geschichte
Airfast Indonesia wurde 1971 von Frank Reuneker (53 %) und anderen Investoren (47 %) gegründet. Anfangs bestand die Flotte der Gesellschaft nur aus Hubschraubern, später jedoch stellte man fest, dass damit der Bedarf nicht gedeckt werden kann und die Flotte wurde laufend auch mit Flugzeugen erweitert. Am 22. Februar 2008 verstarb Frank Reuneker, nach seinem Tod übernahm seine Frau Irma Reuneker die Leitung.

## Flugziele
Airfast bietet Flüge für die indonesische Erdölindustrie, den Bergbau und die Bauindustrie sowie Ambulanzflüge an.

## Flotte

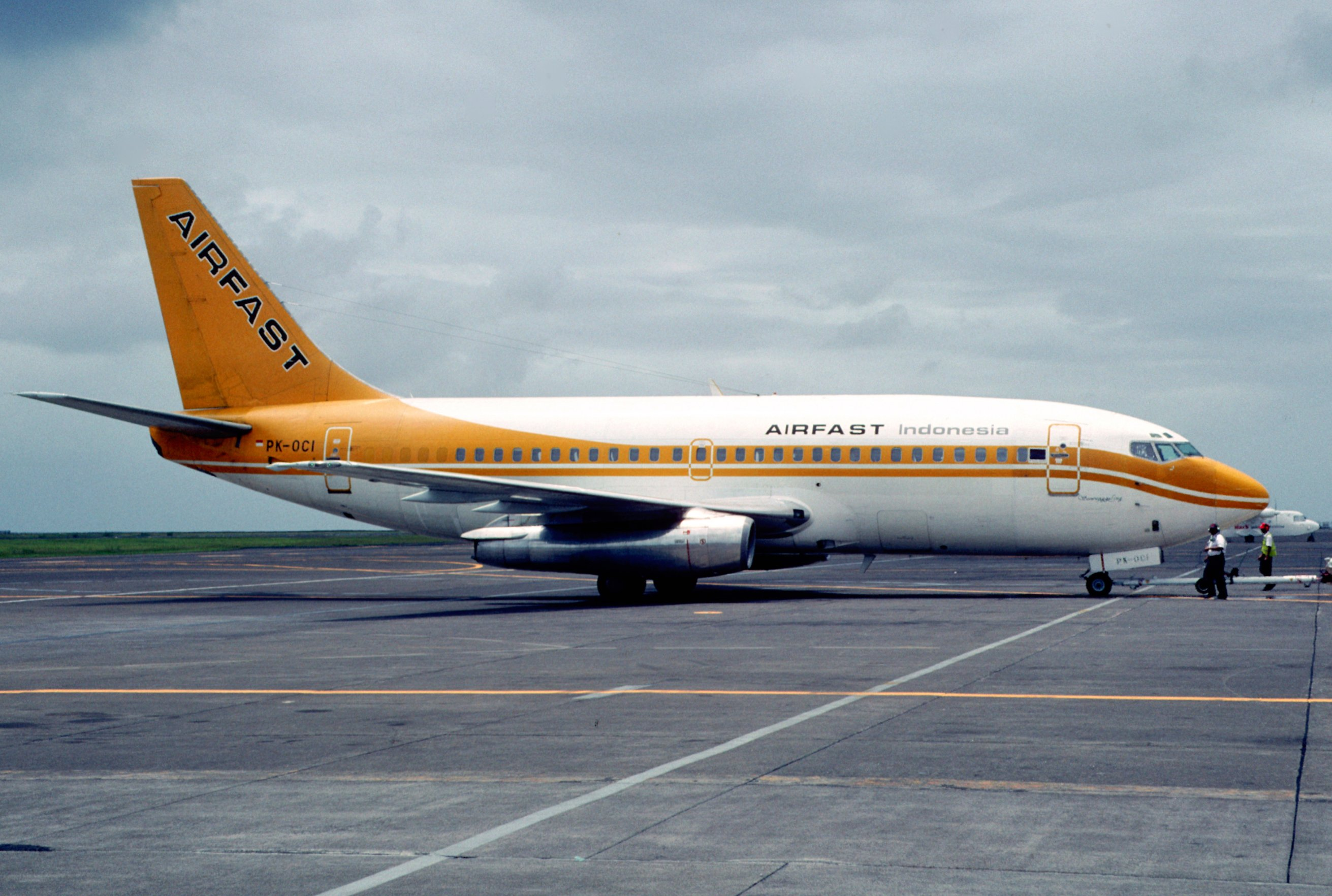
Boeing 737-200 der Airfast Indonesia

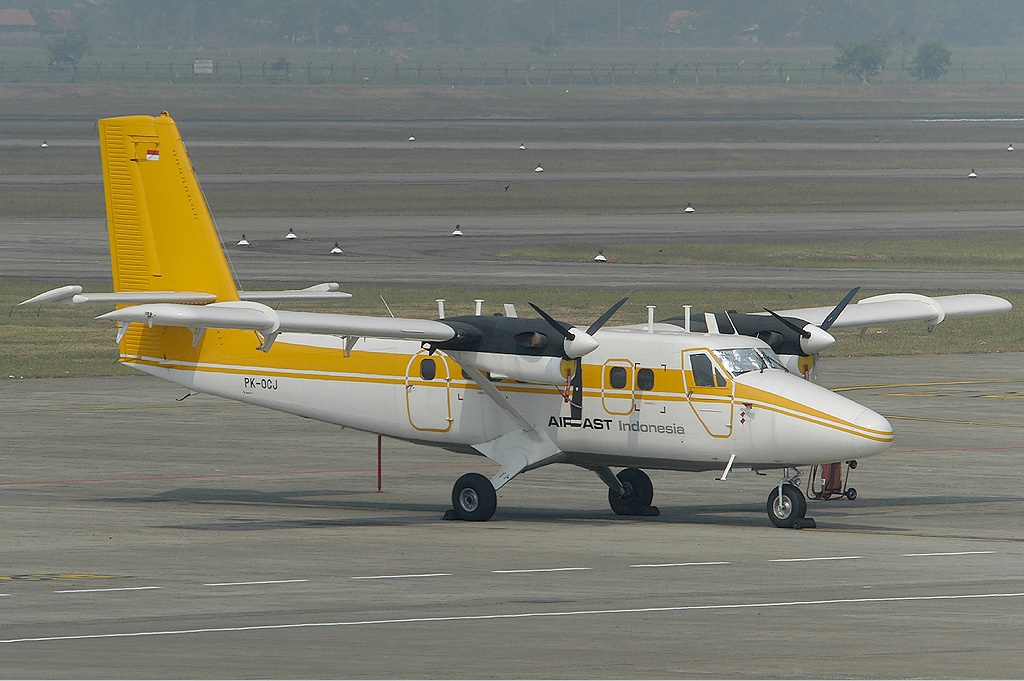
de Havilland Canada DHC-6-300 der Airfast Indonesia

### Aktuelle Flotte
Mit Stand März 2024 besteht die Flotte der Airfast Indonesia aus folgenden Typen:

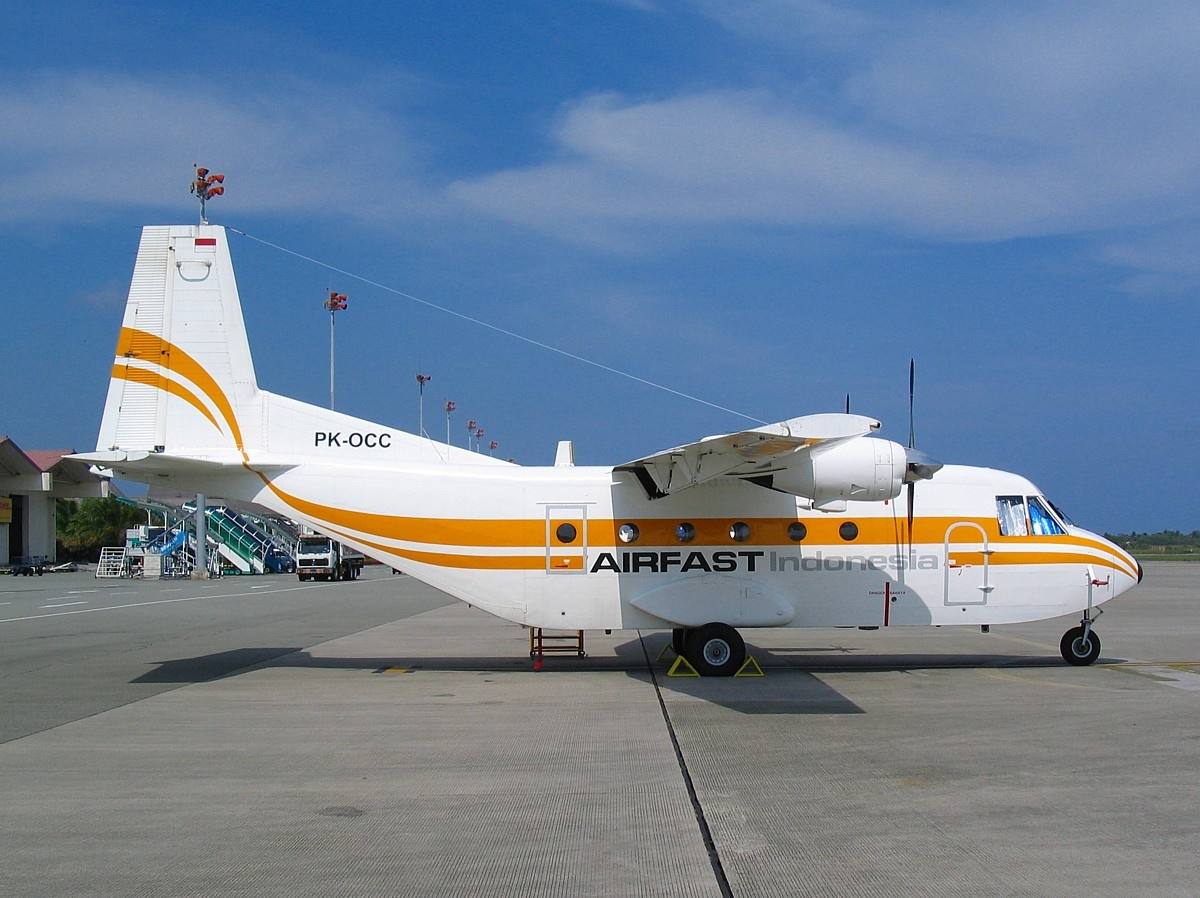
CASA C-212 der Airfast Indonesia

Flugzeuge
| Flugzeugtyp                              | aktiv | bestellt | Anmerkungen                                      | Sitzplätze | Durchschnittsalter |
| ---------------------------------------- | ----- | -------- | ------------------------------------------------ | ---------- | ------------------ |
| Boeing 737-300SF                         | 01    |          |                                                  | Cargo      | 25,3 Jahre         |
| Boeing 737 Max 8                         | 02    |          | eine inaktiv                                     | 175        | 5,4 Jahre          |
| de Havilland Canada DHC-6-300 Twin Otter | 02    |          |                                                  | 017        | 22,2 Jahre         |
| de Havilland Canada DHC-6-400 Twin Otter | 04    |          |                                                  | 017        | 22,2 Jahre         |
| Embraer ERJ-145                          | 02    |          | betrieben für Indonesia Morowali Industrial Park | 050        | 16,1 Jahre         |
| McDonnell Douglas MD-82                  | 02    |          |                                                  | 150        | 33,4 Jahre         |
| McDonnell Douglas MD-83                  | 02    |          |                                                  | 150        | 30,5 Jahre         |
| Gesamt                                   | 15    | –        |                                                  |            | 22,0 Jahre         |

Hubschrauber
| Flugzeugtyp          | aktiv | bestellt | Anmerkungen | Sitzplätze |
| -------------------- | ----- | -------- | ----------- | ---------- |
| Bell 412             | 1     |          |             | 13         |
| Eurocopter AS 350 B3 | 2     |          |             | 4          |
| Mil Mi-171           | 1     |          |             | 26         |
| Gesamt               | 4     | –        |             |            |

### Ehemalige Luftfahrzeugtypen
- Airbus C 212-200
- de Havilland Canada DHC-6-300
- Embraer Legacy 600

- Bell 212
- Bell 407

## Zwischenfälle
- Am 25. Januar 1990 musste eine Hawker Siddeley HS 748-207 der Airfast Indonesia (Luftfahrzeugkennzeichen PK-OBW) wegen schlechten Wetters am Zielflughafen Selaparang ausweichen. Dabei flog sie in den 42 Kilometer ostnordöstlich davon gelegenen Vulkan Rinjani (Indonesien). Bei diesem CFIT (Controlled flight into terrain) wurden alle 19 Insassen getötet, drei Besatzungsmitglieder und 16 Passagiere.[3]

- Am 7. September 1993 setzte eine Hawker Siddeley HS 748-222 der Airfast Indonesia (PK-OBV) am Flughafen von Tanah Merah (Westneuguinea, Indonesien) vor der Landebahn auf, wobei das Hauptfahrwerk abgerissen wurde. Das Flugzeug wurde irreparabel beschädigt. Alle sechs Insassen, zwei Besatzungsmitglieder und 4 Passagiere, überlebten den Unfall.[4]